# Зефиров, Алексей Петрович
Алексе́й Петро́вич Зефи́ров (12 [25] марта 1907, Гомель, Могилёвская губерния — 8 сентября 1979, Москва) — советский химик-неорганик и металлург, член-корреспондент АН СССР (1968). Лауреат Ленинской премии.

## Биография
Родился в семье лесничего. В 1924—1927 работал в профсоюзных организациях в Тамбове.
Окончил два курса Донецкого горного института (1927—1929), курс Московской горной академии (1929—1930), Московский институт цветных металлов и золота (1930—1932) и аспирантуру при нём (1939).
- 1932—1935 главный инженер, заместитель директора треста «Алтай-золото». В 1935—1936 начальник сектора обработки руд треста «НИС золото» (Москва).
- 1937—1940 начальник технического отдела треста «Главвостокзолото».
- 1940—1943 главный инженер Главного управления промышленности редких металлов (Главредмет).
- 1943—1946 директор Государственного научно-исследовательского и проектного института редкометаллической промышленности. Занимался разработкой технологии получения металлического урана.

С 1946 г. главный инженер, затем первый заместитель начальника Второго главного управления при Совете Министров СССР, которое осуществляло руководство уранодобывающими предприятиями на территории СССР и Восточной Европы.
В 1953—1956 гг. в аппарате Минсредмаша: начальник Технического управления; с ноября 1954 г. — заместитель начальника Научно-технического управления.
В 1954 г. присуждена учёная степень доктора технических наук, в 1958 г. — учёное звание профессора.
В 1948—1967 старший преподаватель, доцент, профессор МХТИ, в 1958—1961 гг. — заведующий кафедрой технологии редких и радиоактивных веществ. В 1955—1958 гг. — профессор, заведующий кафедрой металлургии и металловедения МИФИ.
С 1957 директор ВНИИ химической технологии (ВНИИХТ, до 1967 г. — НИИ-10).
Член-корреспондент АН СССР (1968).
Научные работы посвящены металлургии редких, радиоактивных и благородных металлов.

## Награды
Ленинская премия 1965 года (закрытым Указом).
Государственная премия СССР 1978 года (закрытым Указом).
Награждён орденами Ленина (1954, 1962), Октябрьской Революции (1971), Трудового Красного Знамени (1951, 1956, 1975)